# Brill Building
Pour les articles homonymes, voir Brill.

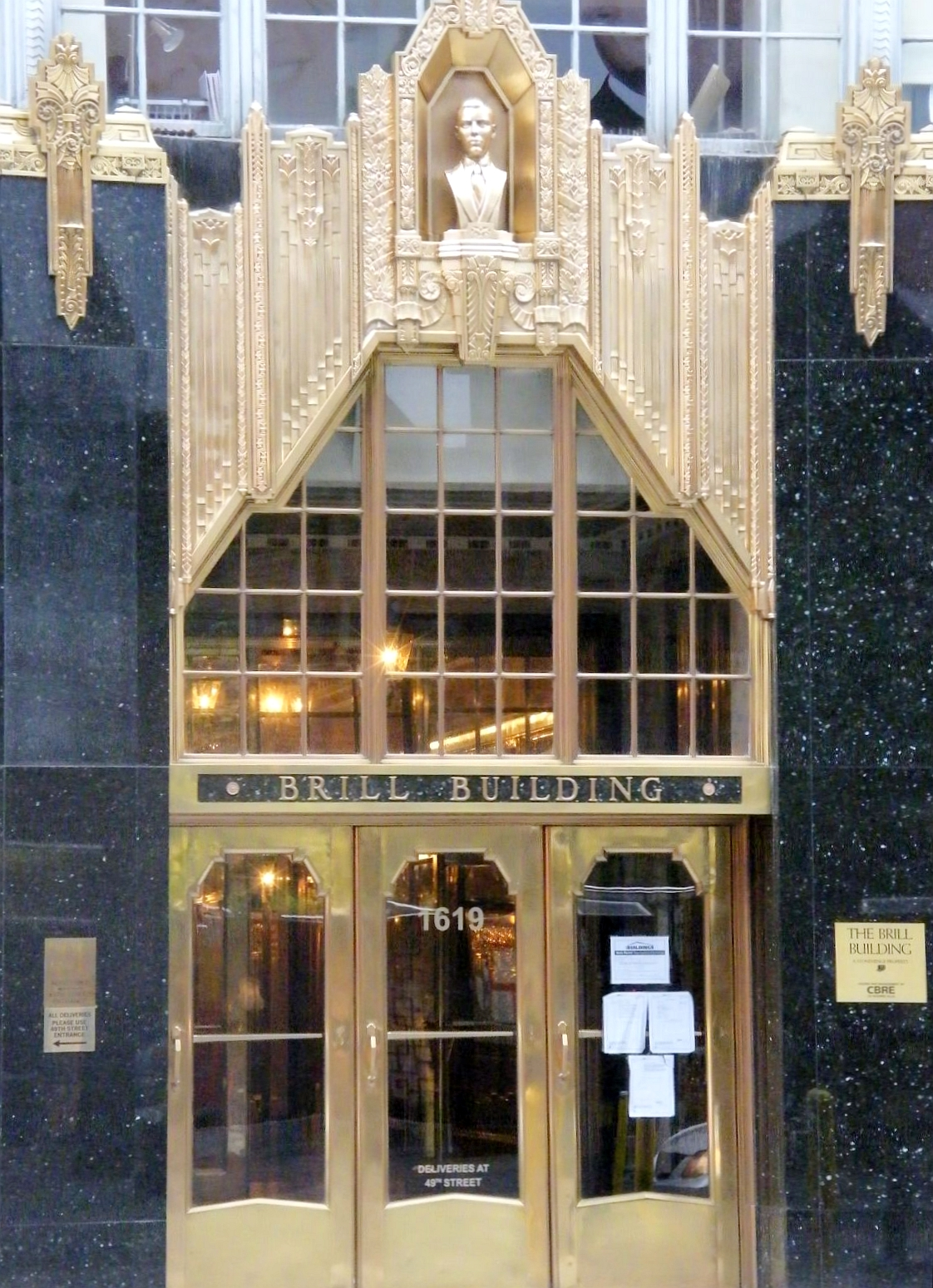
Brill-Building (NY)

Érigé en 1930, le Brill Building est un immeuble qui se trouve au 1619 Broadway, dans l'arrondissement de Manhattan à New York, au nord de Times Square. Dans les années qui suivent la fin de la Seconde Guerre mondiale, il devient l'un des plus intenses centres d'activité dans l'industrie de musique populaire américaine, dans les secteurs de l'édition et du songwriting.

## Origines
Le bâtiment tire son origine d'un magasin de vêtements situé au rez-de-chaussée, détenu par les frères Brill (Brill Brothers), qui rachetèrent ensuite les locaux et l'immeuble entier.

## Brill Building Pop
La Brill Building Pop désigne un courant musical du début des années 1960, genre de pop hérité du style Tin Pan Alley, du rhythm and blues et du rock 'n' roll. De nombreux auteurs compositeurs professionnels travaillaient dans les bureaux du Brill Building :
- en duo : Jerry Leiber et Mike Stoller, Doc Pomus et Mort Shuman, Jeff Barry et Ellie Greenwich, Barry Mann et Cynthia Weil, Burt Bacharach et Hal David, Gerry Goffin et Carole King, Luigi Creatore et Hugo Peretti (en), Tommy Boyce et Bobby Hart…
- en solo : Paul Anka, Neil Sedaka…

Les productions étaient plus sophistiquées que le rock n' roll des pionniers, avec, entre autres, des arrangements de cordes, des sections d'orchestre. Le genre succomba à l'arrivée de la British invasion.

## Liste des auteurs compositeurs
- Jerry Leiber
- Mike Stoller
- Doc Pomus
- Mort Shuman
- Gerry Goffin
- Carole King
- Ellie Greenwich
- Jeff Barry
- Barry Mann
- Cynthia Weil
- Burt Bacharach
- Hal David
- Neil Sedaka
- Fred Neil
- Howard Greenfield
- Hugo Peretti
- Luigi Creatore
- Tommy Boyce
- Bobby Hart
- Paul Anka
- Jim Croce
- Bobby Darin
- John Denver*Neil Diamond
- Billy Joel
- Kris Kristofferson
- Joni Mitchell
- Carly Simon
- Paul Simon
- Phil Spector
- James Taylor
- Gene Pitney
- Artie Kornfeld

## Maisons d'édition basées au 1619 Broadway
- Postworks LLC
- Famous Music
- Coed records, Inc.
- Mills Music
- Southern Music
- TM Music

## Maisons d'édition basées au 1650 Broadway
- Aldon Music
- Bell Records, Inc.
- Buddah Records, Inc.
- Gamble Records, Inc.
- Scepter/Wand Records
- Web IV Music, Inc.